# Mogobane
Mogobane is een dorp in het district South-East in Botswana. De plaats telt 2400 inwoners (2011).